# Another Life
Another Life – amerykański internetowy serial  (dramat fantastycznonaukowy), którego twórcą jest Aaron Martin.
Wszystkie 10 odcinków pierwszej serii zostało udostępnionych  25 lipca 2019 roku na platformie Netflix
.

## Fabuła
Serial skupia się na Niko Breckinridge, astronautce, która wraz ze swoją załogą wyrusza w Kosmos, aby odnaleźć ślady życia. Odnajduje wiele planet z takim samym artefaktem jak na ziemi.

## Obsada

### Główna
- Katee Sackhoff jako Niko Breckinridge[2]
- Justin Chatwin jako Erik Wallace[3]
- Samuel Anderson jako William[3]
- Blu Hunt jako August Catawnee[4]
- A.J. Rivera jako Bernie Martinez[5]
- Jake Abel jako Sasha Harrison[5]
- Alex Ozerov jako Oliver Sokolov[5]
- Alexander Eling jako Javier Almanzar[5]
- JayR Tinaco jako Zayn Petrossian[5]
- Lina Renna jako Jana Breckinridge-Wallace[5]
- Selma Blair jako Harper Glass[6]
- Elizabeth Ludlow jako Cas Isakovic[3]

### Role drugoplanowe
- Jessica Camacho jako Michelle Vargas
- Barbara Williams jako generał Blair Dubois[5]
- Greg Hovanessian jako Beauchamp McCarry
- Parveen Dosanjh jako Nani Singh
- Chanelle Peloso jako Petra Smith

## Odcinki
| #  | Tytuł                         | Reżyseria      | Scenariusz                       | Premiera w Netflix | Premiera w Netflix Polska |
| -- | ----------------------------- | -------------- | -------------------------------- | ------------------ | ------------------------- |
| 1  | Across the Universe           | Omar Madha     | Aaron Martin                     | 25 lipca 2019      | 25 lipca 2019             |
| 2  | Through the Valley of Shadows | Omar Madha     | Naledi Jackson                   | 25 lipca 2019      | 25 lipca 2019             |
| 3  | Nervous Breakdown             | Metin Hüseyin  | Alex Levine                      | 25 lipca 2019      | 25 lipca 2019             |
| 4  | Guilt Trip                    | Metin Hüseyin  | Amanda Fahey                     | 25 lipca 2019      | 25 lipca 2019             |
| 5  | A Mind of its Own             | Mairzee Almas  | Romeo Candido                    | 25 lipca 2019      | 25 lipca 2019             |
| 6  | I Think We're Alone Now       | Mairzee Almas  | Lauren Gosnell, Alejandro Alcoba | 25 lipca 2019      | 25 lipca 2019             |
| 7  | Living the Dream              | Allan Arkush   | Lucie Pagé                       | 25 lipca 2019      | 25 lipca 2019             |
| 8  | How the Light Gets Lost       | Sheree Folkson | Sean Reycraft                    | 25 lipca 2019      | 25 lipca 2019             |
| 9  | Heart and Soul                | Sheree Folkson | Jackie May                       | 25 lipca 2019      | 25 lipca 2019             |
| 10 | Hello                         | Allan Arkush   | Aaron Martin                     | 25 lipca 2019      | 25 lipca 2019             |

## Produkcja
26 kwietnia 2018 roku platforma Netflix ogłosiła zamówienie pierwszego sezon serialu od  Aarona Martina, w którym główną rolę otrzymała Katee Sackhoff.
W sierpniu 2018 roku poinformowano, że Selma Blair, Elizabeth Ludlow, Justin Chatwin, Samuel Anderson oraz Blu Hunt dołączyli do obsady dramatu

W kolejnym miesiącu ogłoszono, że A. J. Rivera, Alexander Eling, Alex Ozerov, Jake Abel, JayR Tinaco, Jessica Camacho, Barbara Williams i Lina Renna.
29 października 2019 roku platforma przedłużyła serial o drugi sezon.